# Acquacotta

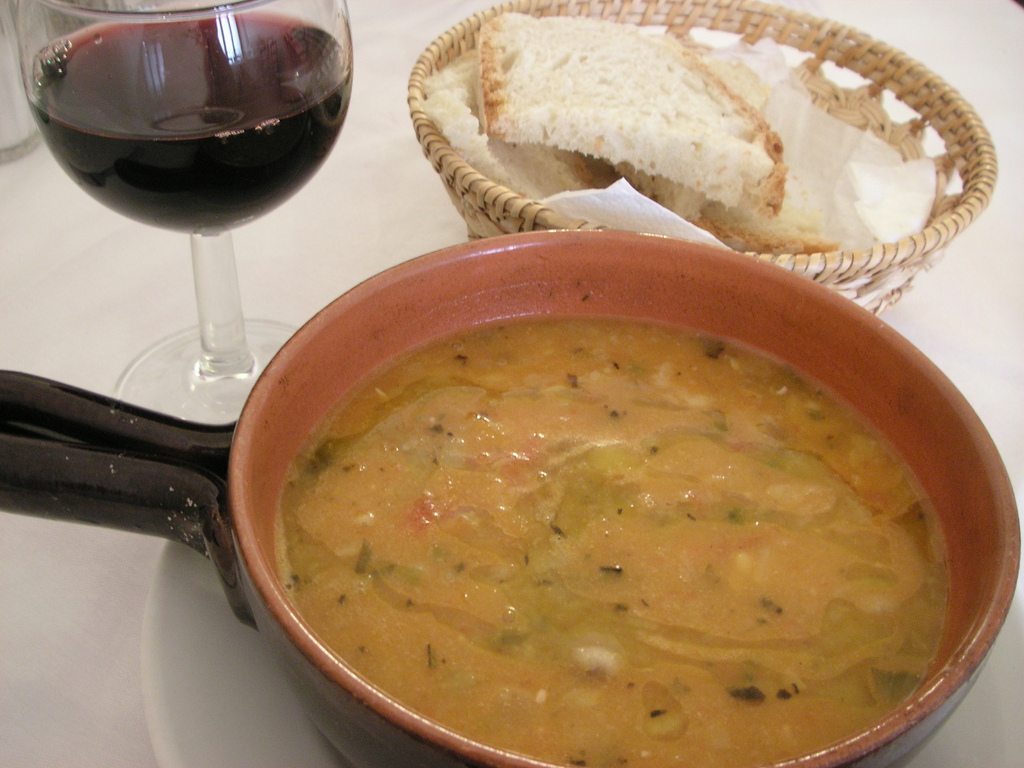
Acquacotta.

La acquacotta (‘agua cocida’) es un plato típico de la cocina de las marismas bajas, tanto de la Maremma Grossetana como de la Tuscia viterbesa. Deriva de la comida típica de los butteri cuando estaban en campo abierto siguiendo a la manada. Algunos encuentran similitudes y mezclas con la zuppa arcidossina medieval, aunque se hace con otros ingredientes. Es una sopa pobre, que varía de una zona a otra según la disponibilidad de los ingredientes (de ahí su nombre).

## Descripción
Siendo principalmente una sopa de verdura los ingredientes se recogían directamente del campo, junto al pan de trigo duro, el aceite de oliva y la sal que los butteri llevaban siempre en la catana, la típica mochila de cuero. Por las razones expuestas, las verduras, los ingredientes principales, varían mucho según la época en la que se prepara este plato, de forma que pueden encontrarse cardini (tallos de alcachofa), grelos, coles, habas, borrajas, pisciacane (dientes de león) y cualesquiera hortalizas que puedan dar sabor. Para aumentar el contenido nutricional a veces se añaden grasas animales, como la cotica (corteza de cerdo) y el battuto (tocino picado con un cuchillo) o battilardo (con la corteza del pan). Este último se utiliza a menudo para hacer sofritos de ajo y cebolla en un pignatto (cazuela de barro) al principio de la receta.

## Variantes
El plato presenta muchas versiones según la región, pero la de Viterbo se presenta con cebolla, ajo, achicoria, cicorione, seta, agua, aceite de oliva, patata, huevo (en el llamado uovo sperso, ‘huevo disperso’) y pan de trigo duro rancio o tostado.
La versión más popular en la Toscana implica el uso de cebolla, tomate, agua, aceite de oliva, apio, zanahoria, albahaca, tostadas de pan duro, queso Pecorino y huevo.
En agosto en la provincia de Grosseto se celebran varios festivales del acquacotta en diferentes pueblos de las laderas del monte Amiata, incluyendo Cana y Santa Fiora.
- Datos: Q15630073
- Multimedia: Acquacotta / Q15630073